# جوزيه لويس ليون بيريا
جوزيه لويس ليون بيريا هو سياسي مكسيكي، ولد في 12 أغسطس 1947 في Tulancingo ‏ في المكسيك. نشط حزبياً في الحزب الثوري المؤسساتي. وقد انتخب عضو مجلس النواب المكسيك ‏.